# Goatse.cx
Goatse.cx är en ökänd chocksajt med en obscen bild, hello.jpg, som föreställer en naken man som manuellt tänjer ut sitt anus till en diameter ungefär lika stor som sin hand. Sidan förekommer flitigt som ett skämt bland internetanvändare för att chockera oanande användare.
Sedan den 14 januari 2004 har det ursprungliga domännamnet (goatse.cx) stängts av.